# Lophuromys chrysopus
Lophuromys chrysopus — вид гризунів родини мишевих Muridae. Він є ендеміком Ефіопії, де його природним середовищем проживання є субтропічні або тропічні вологі гірські ліси. Йому загрожує втрата середовища проживання.

## Опис
Це невеликий щур з довжиною голови і тіла близько 115 мм і хвоста близько 80 мм. Чорно-коричневе хутро на спині довге, щільне і дещо жорстке, кожен волосок має червоно-коричневу основу, широку чорну смугу, вужчу жовтувату смугу та чорний кінчик. Низ кремово-сірий з темними цятками. На передніх лапах зверху чорні волоски, а на задніх – сірувато-руді, пальці чорні, а кігті бліді. Хвіст двоколірний, верхня поверхня вкрита темними лусочками і чорнуватими волосками, а нижня — світлою лускою і сірими волосками з білими кінчиками. Існує різниця в кольорі між популяціями по обидві сторони Великої рифтової долини; ті, що на сході, мають більш інтенсивну, червонувато-коричневу дорсальну поверхню та жовтішу нижню частину. Число хромосом 2n = 54.

## Поширення і середовище проживання
Вид є ендемічним для Ефіопії, де існують дві окремі популяції, розділені Великою рифтовою долиною. Середовищем його проживання є вологі вічнозелені тропічні ліси на схилах гір і плато на висотах від 1200 до 2760 метрів.